# Mine de Janina
 (mars 2025).
La mine de Janina est une mine souterraine de charbon située en Pologne.